# Sektion Ravensburg des Deutschen Alpenvereins
Die Sektion Ravensburg des Deutschen Alpenvereins (kurz DAV Ravensburg) ist eine Sektion des Deutschen Alpenvereins in Ravensburg. Die Sektion Ravensburg wurde am 3. Mai 1888 gegründet und ist somit eine der älteren und mit 10.176 Mitgliedern (Stand: 31. Dezember 2024) eine der größeren Sektionen des Deutschen Alpenvereins und der größte Verein der Großen Kreisstadt Ravensburg.

## Geschichte
Aus der 1869 in Stuttgart gegründeten Sektion Schwaben entstanden 1879 die Sektion Ulm und 1881 die Sektion Leutkirch (Schwarzer Grat). Als vierte Sektion in Schwaben wurde als weiterer Ableger der Sektion Schwaben am 3. Mai 1888 die Sektion Ravensburg unter dem Vorsitz von Landrichter Ast gegründet. Die Sektion Ravensburg wurde von 42 Gründungsmitgliedern im „Hotel Waldhorn“ ins Leben gerufen, sie war die 164. Sektion des Deutschen und Österreichischen Alpenvereins (DuOeAV). Die Mitglieder trugen sich in das Verzeichnis ein, gaben dem Verein Satzungen und gründeten eine Bibliothek.
In den ersten Jahren waren die Mitglieder geographisch verteilt bis Stuttgart und Neckarsulm und natürlich wohnten manche in Tettnang, Friedrichshafen und Pullendorf. Wenige Jahre später fanden sich Ortsnamen wie Backnang und Biberach, Heilbronn und Ellwangen, Frankfurt und Straßburg. Die Mitglieder setzten sich vor allem aus dem wohlhabenden Bürgertum zusammen. Es befanden sich hauptsächlich Kaufleute, Fabrikanten, Offiziere, Professoren, Ärzte und Juristen unter ihnen. Auffällig war auch, dass die Vornamen bei den Mitgliedern meist fehlten, dafür war der Titel sehr viel bedeutsamer. Arbeiter fanden sich nicht unter den genannten Mitgliedern. Das erste weibliche Mitglied tauchte im Jahr 1899 auf, und im Jahr 1907 fanden sich gleich drei Fräuleins verzeichnet.
In den Anfangsjahren war die Bibliothek ein besonderes Schmuckstück. Der Begründer des weltbekannten Verlages Otto Maier machte die Bibliothek zu seiner Herzensangelegenheit und veröffentlichte den ersten Katalog.
Schon im ersten schriftlichen Jahresbericht von 1907 kam erstmals der Gedanke eines Hüttenbaues auf. Kein Wunder der damalige erste Vorsitzende, Hermann Kiderlen war ein erfolgreicher Architekt. In dem Jahresbericht von 1908 nahm die Planung und die Finanzierung der geplanten Ravensburger Hütte immer mehr Raum ein. Am 18. und 19. August 1912 wurde die Ravensburger Hütte oberhalb des Spullersees feierlich eröffnet und für die Bergsteiger freigegeben. Damit hatte die Sektion ihr eigenes Arbeitsgebiet. Im Jahr 1919 wurde mit dem Bau des Speicherkraftwerk Spullersee begonnen. Jahrelang wurde das Gebiet zu einer lauten Baustelle und die fast 1000 Arbeiter degradierten die Hütte zu einer Kneipe und Spelunke. Erst 1924 nach Bauende kehrte wieder Ruhe ein.
Im Jahr 1929 wurde die Ditteshütte erworben, um fremde Vereinigungen aus dem Arbeitsgebiet herauszuhalten. Im selben Jahr erschien der erste Spezialführer des Gebietes: „Der Arlberg und die Klostertaler Alpen“ von Walther Flaig. Die Gründung einer Jungmannschaft im Jahr 1936 führte zu einer reichen Belebung der Sektion. Endlich kamen jüngere Bergsteiger zur Sektion und weil der alpine Schilauf zu einer Hauptaufgabe der Jungmannschaft wurde, pulsierte frisches Leben im Verein. Im Jahr 1937 wurde der erste Kletterkurs auf der Ravensburger Hütte abgehalten. 1942 wurde die Ditteshütte von der Reichsbahn zurückgekauft.
1945 wurde beim Einmarsch der amerikanischen Besatzungstruppen die Sektion, wie alle deutschen Vereine, verboten. Die Wiedergründungsversuche der Sektion Ravensburg im März 1947 sowie im Frühjahr und Herbst 1948 scheiterten am Einspruch der französischen Besatzungsmacht. Erst am 4. November 1949 konnte der Alpenverein in Ravensburg durch 99 Anwesende wieder ins Leben gerufen werden, zweijährige schriftliche und mündliche Verhandlungen waren dem Tag vorausgegangen. Der Hauptverein nunmehr vom Österreichischen Alpenverein abgetrennt, wurde erst am 21./22. Oktober 1950 durch die „12 Apostel“ in Würzburg unter dem Namen „Deutscher Alpenverein“ (DAV) wiedergegründet.
Die wachsende Jugend und Jungmannschaft erhielt im Oktober 1955 ein eigenes Jugendheim in der Marktstraße 59, in dasselbe Haus zog ebenfalls die Bibliothek der Sektion.
Als Auszeichnung für ihre gute Vereinsarbeit bekam die Sektion Ravensburg zu ihrem 75. Bestehen die Ausrichtung der 92. Hauptversammlung des Deutschen Alpenvereins übertragen. Vom 12. bis 15. September 1963 tagte das alpine Parlament Deutschlands in Ravensburg. Die Alpe Hausersberg als Schihütte konnte nicht mehr gehalten werden, am 5. Dezember 1965 konnte die neue Schihütte in Steibis eingeweiht werden. Im Jahr 1985 führte der Bau eines Kletterturms unter den Mitgliedern als auch bei Nichtmitgliedern zu heftigen Diskussionen über das Für und Wider. Ende 1985 wurde er ohne große Feierlichkeiten den aktiven Kletterern übergeben.
In den Jahren 1993 und 1998 erfolgte der umfangreiche Umbau der Schihütte in Steibis. Mit der Einweihung wurde die Hütte feierlich in „Ravensburger Haus“ umfirmiert und durch den Umbau in den heutigen Ausbauzustand versetzt. Nachdem das Sportklettern weiterhin eine Blütezeit erlebte, kamen in der Sektion Ideen für eine künstliche Indoor-Kletteranlage auf. Nach verschiedenen Überlegungen setzte sich der Wunsch durch, ein Kletter- und Vereinszentrum zu verwirklichen. Die Kletterbox wurde 2006 eröffnet, das Vereinszentrum 2014.

## Sektionsvorsitzende
Eine chronologische Übersicht über alle Präsidenten der Sektion seit Gründung.
| Amtszeit  | Präsident         |
| --------- | ----------------- |
| 1888–1891 | Friedrich Ast     |
| 1892–1893 | Albert Probst     |
| 1894–1895 | Gustav Wolbach    |
| 1896–1896 | Eduard Teichmann  |
| 1897–1897 | Adolf Uhl         |
| 1898–1906 | Ludwig Wörrle     |
| 1907–1934 | Hermann Kiderlen  |
| 1934–1945 | Heinrich Hüllmann |
| 1945–1948 | ― 1               |
| 1949–1956 | Albert Hangleiter |
| 1956–1963 | Josef Rist        |

| Amtszeit  | Präsident     |
| --------- | ------------- |
| 1963–1971 | Curt Hailer   |
| 1971–1988 | Hans Huhn     |
| 1989–2000 | Gerhard Mücke |
| Seit 2001 | Markus Braig  |

Anmerkung

## Mitglieder
| Jahr | Mitglieder |
| ---- | ---------- |
| 1888 | .00067     |
| 1900 | .00142     |
| 1930 | .00356     |
| 1950 | .00328     |
| 1960 | 01.000     |
| 1975 | 02.000     |
| 1982 | 03.092     |
| 1987 | 03.409     |
| 2000 | 04.000     |
| 2023 | 09.541     |

## Einrichtungen der Sektion

### Hütten
- Ravensburger Hütte. Die Alpenvereinshütte der Sektion Ravensburg des Deutschen Alpenvereins liegt im Lechquellengebirge auf dem Gebiet der Gemeinde Dalaas. Eröffnet wurde die Hütte am 19. August 1912.
- Ravensburger Haus. Die Alpenvereinshütte der Sektion Ravensburg des Deutschen Alpenvereins liegt in den Allgäuer Alpen in Bayern, sie wurde 1965 erbaut.

### Kletteranlagen
- Kletterturm. Das aufkommende Sportklettern verstärkte die konkreten Vorstellungen der Sektion Ravensburg nach einem Kletterturm. Das Projekt war nicht unumstritten und mancher klassische Bergsteiger fröstelte ein wenig bei dem Gedanken eines künstlichen Berges. Der Standplatz in der städtischen Kiesgrube war wochenlang öffentlicher Diskussionsgegenstand in der Schwäbischen Zeitung und an Stammtischen. Heute erweist sich der Ortnahe des Kleintierzoos als ideal und keineswegs störend oder zerstörend.

Im September 1985 wurde mit dem Bau begonnen und gegen Jahresende fertiggestellt. Der Turm ist T-förmig im Grundriss und weist dadurch eine große Stabilität auf. Diese geometrische Form ermöglicht eine sehr große nutzbare Oberfläche. Das Ganze wird von einer überkragenden Platte als Dach geschützt. Das Gelände ist verschließbar geschützt.
Im Laufe der letzten Jahre wurden die ursprünglichen Routenmöglichkeiten durch die Anbringung künstlicher Klettergriffe wesentlich erweitert, sodass inzwischen jeder Quadratmeter Wandfläche genutzt wird.
- Kletterbox. Nachdem das Sportklettern weiterhin Blütezeiten erlebte, kamen in dem Bereich Ideen für eine künstliche Indoor-Kletteranlage auf. Nach verschiedenen Überlegungen setzte sich der Wunsch durch, ein Kletter- und Vereinszentrum zu verwirklichen, wobei eine Kletterfläche von mindestens 1000 Quadratmeter entstehen sollte. Die Kletterbox wurde 2006 eröffnet, der Traum vieler Mitglieder war in Erfüllung gegangen. Für alle kletterinteressierten stand nun eine moderne Kletterhalle zur Verfügung mit allen Möglichkeiten für eine qualifizierte Ausbildung und mit Top-Kletterwänden.[10]

### Vereinsheim
- Vereinszentrum. 2012 haben sich die Verantwortlichen in der Sektion sowie die Mitgliederversammlung für das Zukunftsprojekt „Vereinszentrum Rechenwiesen“ entschieden. Wunsch von Vorstand und Beirat war es, dass das neue Vereinszentrum ein Ort der Begegnung und des Zusammensein wird und die Verwaltungsabläufe an diesem Ort optimiert werden können. Im September 2014, dem 125-jährigen Jubiläumsjahr der Sektion Ravensburg, konnte die Gemeinschaft sein eigenes Vereinszentrum beziehen, in welchen die Vereinsbibliothek, ein Jugendraum, drei Besprechungsräume sowie die Geschäftsstelle integriert sind. Insbesondere die Sektionsjugend nutzt das Vereinszentrum aktiv für ihre Jugendarbeit.[11]

## JDAV Alpenverein Sektion Ravensburg
Die Alpenvereinsjugend wurde im Jahr 1919 vom Hauptverein ins Leben gerufen. Es dauerte noch Jahre, bis der Alpenverein die Ausbildung von Jugendleitern, Lehrwarte und Tourenführern vorantrieb. Am 30. August 1933 wurde die Jungmannschaft Ravensburg als Jugendpflegeverein anerkannt und am 23. Oktober 1933 genehmigte der Hauptausschuss die eingereichte Satzung. Im Sommer 1937 wurde der erste Kletterkurs auf der Ravensburger Hütte durchgeführt. Im Jahr 1939 zählte due Jungmannschaft 48 Mitglieder. Raumnot für Zusammenkünfte war das große Problem. Nebenzimmer im „Waldhorn“ und in der „Humpisstube“ waren Notbehelfe und oft belegt. Im Herbst 1954 bot die Stadt Ravensburg einen Raum im Haus Marktstraße 59 an. Dieser musste erst renoviert werden. Am 14. Oktober 1955 übergab der Oberbürgermeister das neue Jugendheim an den Vorsitzenden Albert Hangleiter. Seit 2014 besitzt die Sektion ein neues Vereinszentrum in dem auch die Jugend einen eigenen Raum besitzt. Im Jahr 2023 bietet die Sektion acht Jugendgruppen in unterschiedlichen Altersklassen an, das Betreuerteam besteht aus zwölf Jugendleitern bzw. Jugendreferenten. Die Gruppen sind ausgebucht, Interessierte müssen sich in eine Warteliste eintragen.

## Angebote für Mitglieder
Das Ausbildungs- und Tourenprogramm der Sektion Ravensburg umfasst das ganze Spektrum der alpinen Betätigung: Bergwandern, Begehen von Klettersteigen, Skibergsteigen, Alpiner Skilauf, Klettern in der Halle (Anfänger und Fortgeschrittene), Felsklettern im Mittelgebirge (Anfänger und Fortgeschrittene), Felsklettern in den Alpen (Anfänger und Fortgeschrittene), Mountainbiking, Hochtouren, Trekking. Regelmäßig erscheinen die Tourenberichte der Sektion Ravensburg.

## Bekannte Mitglieder
- Otto Maier, Verleger.